# Bielizna
Bielizna – wyroby, historycznie wykonywane z białej tkaniny (zwykle płótna), obecnie najczęściej kolorowe.
- Bielizna osobista: odzież noszona bezpośrednio na skórze, zwykle pod innymi ubraniami, z tkaniny lub trykotu;
- Bielizna pościelowa: wierzchnia (zmieniana) część pościeli (powłoczki, prześcieradła);
- Bielizna stołowa: przedmioty służące do nakrywania stołu jadalnego – obrus, serwetka, molton (flanda), laufer, skirting, serweta

## Użycie

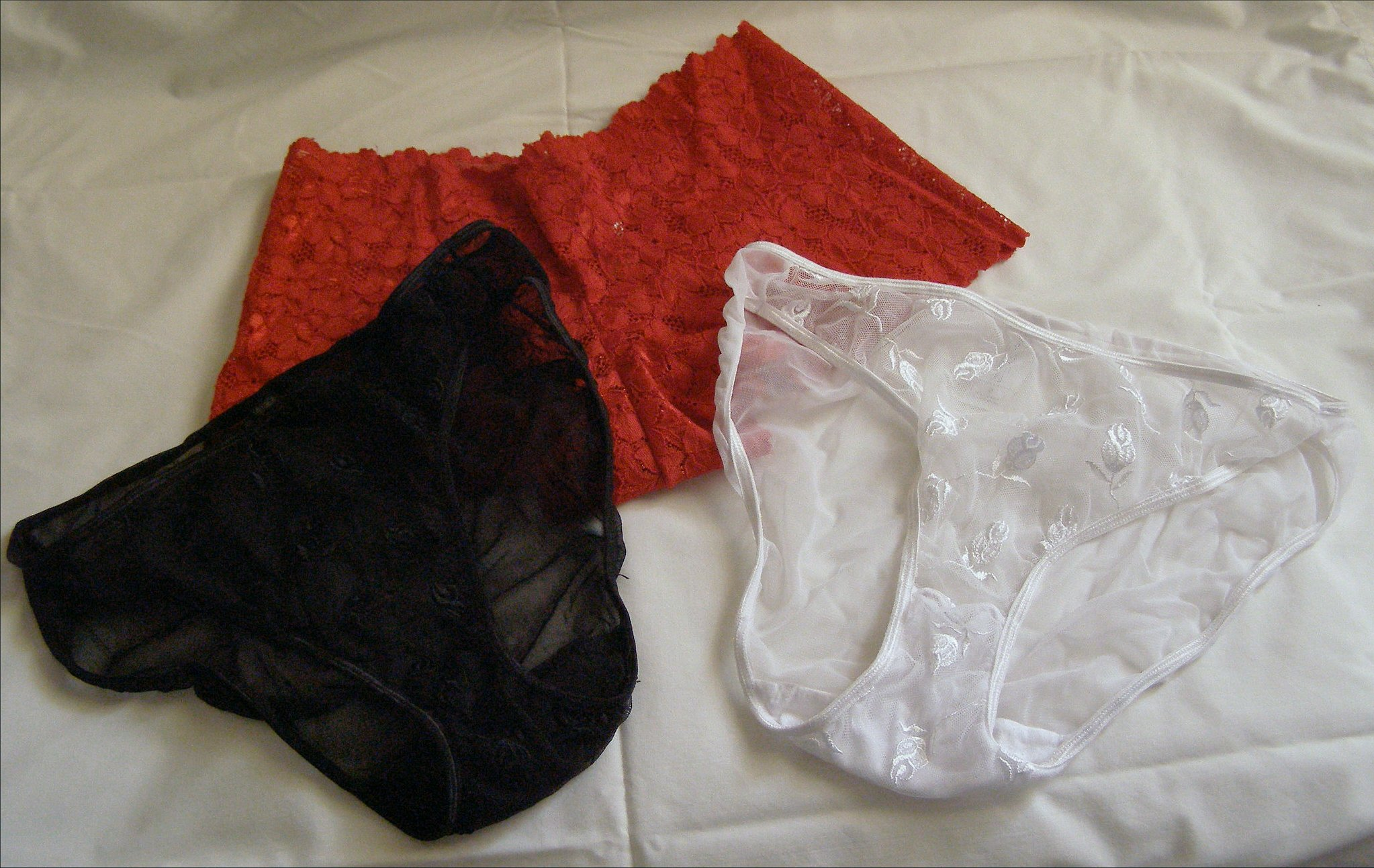
Damska bielizna

Część bielizny jest ściśle przeznaczona do noszenia pod innymi ubraniami, podczas gdy inne (jak np. T-shirt czy szorty) mogą być noszone zarówno pod spodem jak i jako normalne ubranie.
Poza ochroną wewnętrznych warstw ubrania przed zabrudzeniem, bielizna jest noszona z wielu innych przyczyn, jak np. ciepło, komfort czy higiena. Bielizna jest często wykorzystywana do manifestowania skromności czy erotyzmu, czasami oba te cele są obecne jednocześnie.
Na bieliznę męską składały się kalesony, noszone już od wczesnego średniowiecza i z koszuli, używanej na wierzch (np. rubaszka). Aktualnie kalesony zastępowane są slipami lub bokserkami.
Kobiety nosiły majtki – w zależności od wieku i mody różnej długości i z różnego materiału oraz halki. Aktualnie do bielizny zalicza się również biustonosz. Spora część bielizny kobiecej służyła formowaniu sylwetki: fortugał, gorset, krynolina, panier.